# Ватерлоо (Бельгия)
Ватерло́о (валлон. Waterlô, фр. Waterloo, нидерл. Waterloo) — муниципалитет в Бельгии, в провинции Валлонский Брабант региона Валлония, в 15 км к югу от Брюсселя.
Население Ватерлоо по состоянию на 1 января 2006 года — 29315 человек (из них 47,5 % мужчин и 52,5 % женщин). Четверть населения Ватерлоо — иностранцы, в основном работающие в Брюсселе.
Через город проходит магистраль R0 — объездная дорога вокруг Брюсселя.

## Битва при Ватерлоо
Ватерлоо получило мировую известность после битвы, которая состоялась в окрестностях города 18 июня 1815 года. В битве при Ватерлоо французская армия под командованием Наполеона Бонапарта была разбита войсками седьмой коалиции под командованием герцога Веллингтона и фельдмаршала Блюхера.
На холме у города Ватерлоо стоит памятник — статуя льва, обращённая лицом в сторону Франции. Статуя была установлена королём Нидерландов в честь своего сына, принца Оранского, который был ранен в битве. В Ватерлоо также размещается музей Веллингтона. Важным туристическим объектом является католическая церковь св. Иосифа, в которой Веллингтон молился перед битвой.

## Города-побратимы
- Рамбуйе, Франция
- Нагакутэ, Япония

Кроме того, Ватерлоо поддерживает партнёрские отношения с одноимёнными городами и сёлами по всему миру.